# Ilha Maria
A ilha Maria é uma ilha montanhosa no mar da Tasmânia, ao largo da costa oriental da Tasmânia. Foi Abel Tasman quem lhe deu o nome, em homenagem à mulher do Governador-geral das Índias Orientais Neerlandesas Anthony van Diemen, Maria van Aelst, e era chamada Toarra-Marra-Monah nas línguas da Tasmânia faladas pelos aborígenes locais.
A ilha é hoje um parque nacional, o Parque Nacional da Ilha Maria, com 115,5 km<2 e com adição de 18,78 km<2 no mar a noroeste da ilha. A ilha tem 20 km de comprimento norte-sul e na parta mais larga cerca de 13 km oeste-leste. O seu ponto mais próximo da Tasmânia, Point Lesueur, fica somente a 4 km da Tasmânia, da qual está separada pela Passagem de Mercury.
Tem uma rica biodiversidade, tendo em 2005 sido lá introduzido pelo Serviço de Parques e Vida Selvagem da Tasmânia o diabo-da-tasmânia, através de uma população que não sofria do tumor facial do diabo-da-tasmânia. Pode ser visitada por ferry a partir da Tasmânia e tem-se tornado uma importante atração turística, sobretudo para mergulho e observação de aves, além de caminhadas e turismo ecológico de exploração.
A ilha Maria tem uma rica história: antes da era colonial, povos aborígenes da subtribo Tyreddeme da tribo Oyster Bay visitavam regularmente a ilha, e há vestígios da sua presença, particularmente nas baías de cada lado do istmo insular. Em 1802 uma expedição francesa liderada por Nicolas Baudin encontrou os aborígenes da ilha Maria, tal como os baleeiros no início do século XIX. René Maugé, zoologista na expedição de Baudin, foi sepultado em Point Maugé, no sul da ilha Maria.
Durante dois períodos da primeira metade do século XIX, a ilha serviu como colónia penal (1825-1832 e 1842-1851). Entre os prisioneiros nesta segunda ocupação penal encontrava-se o nacionalista irlandês William Smith O'Brien, exilado por ter participado na Revolução dos Young Irelanders de 1848.

## Imagens

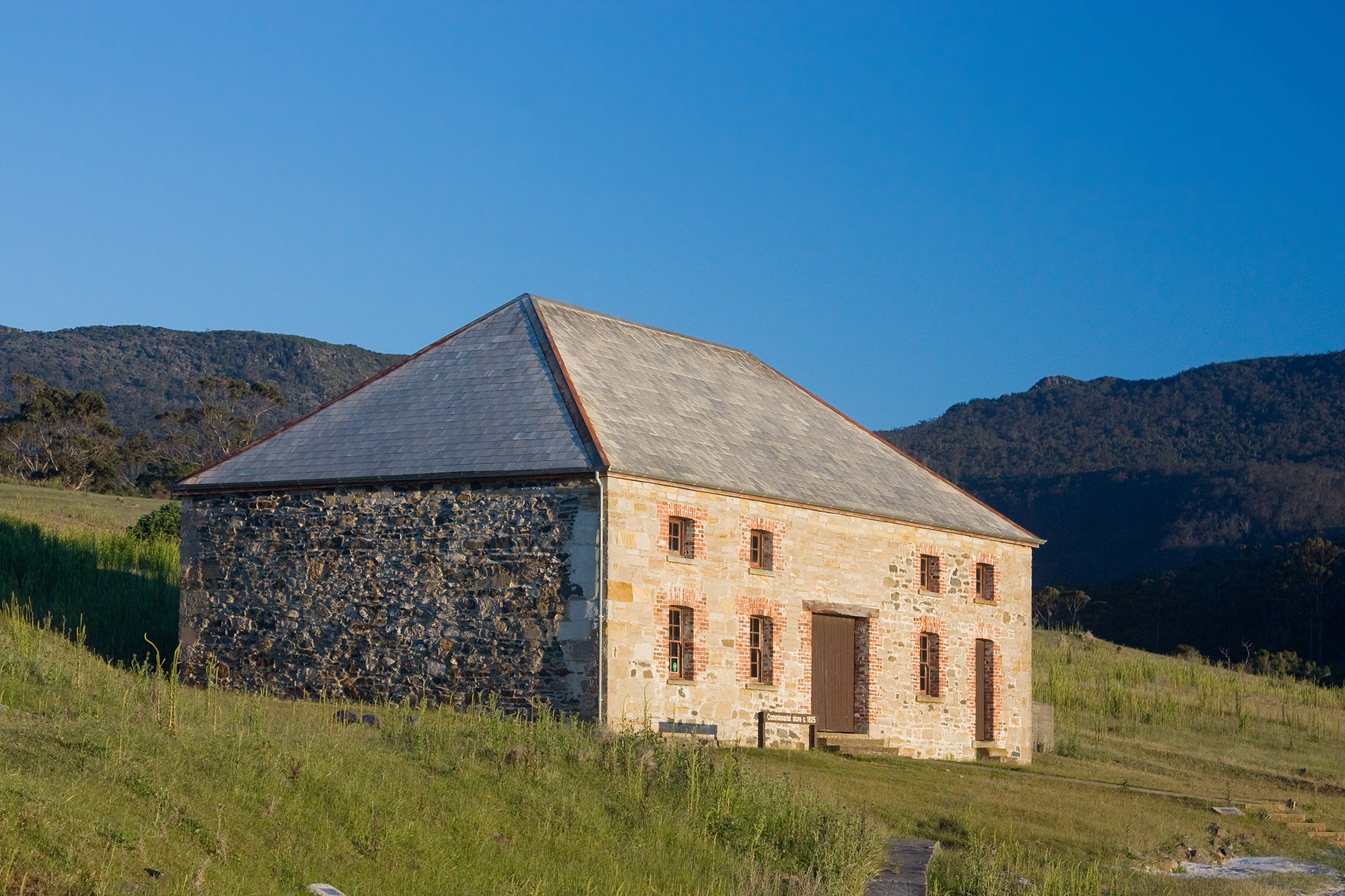
A Commissariat Store na ilha Maria
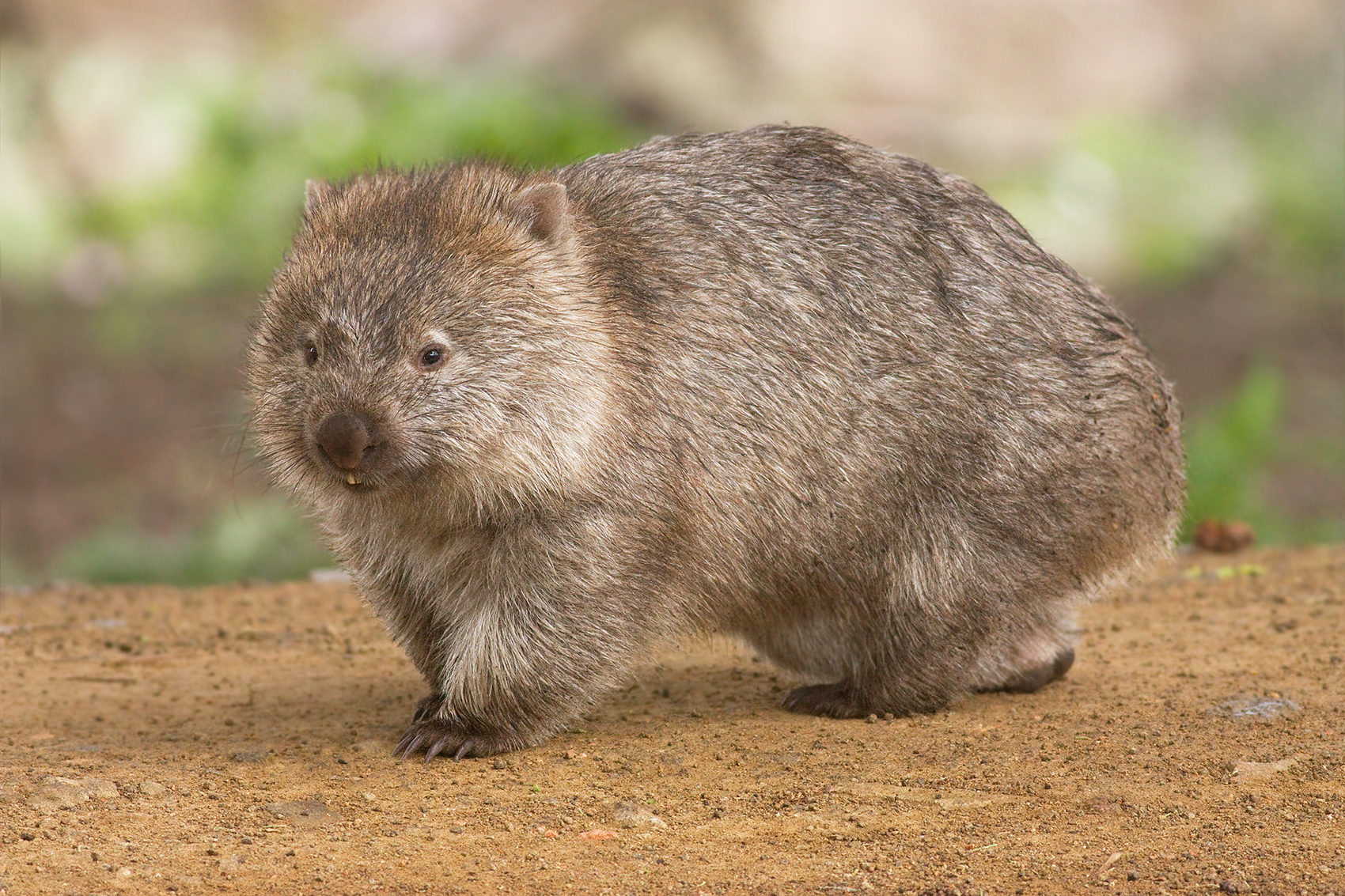
Um wombat na ilha Maria
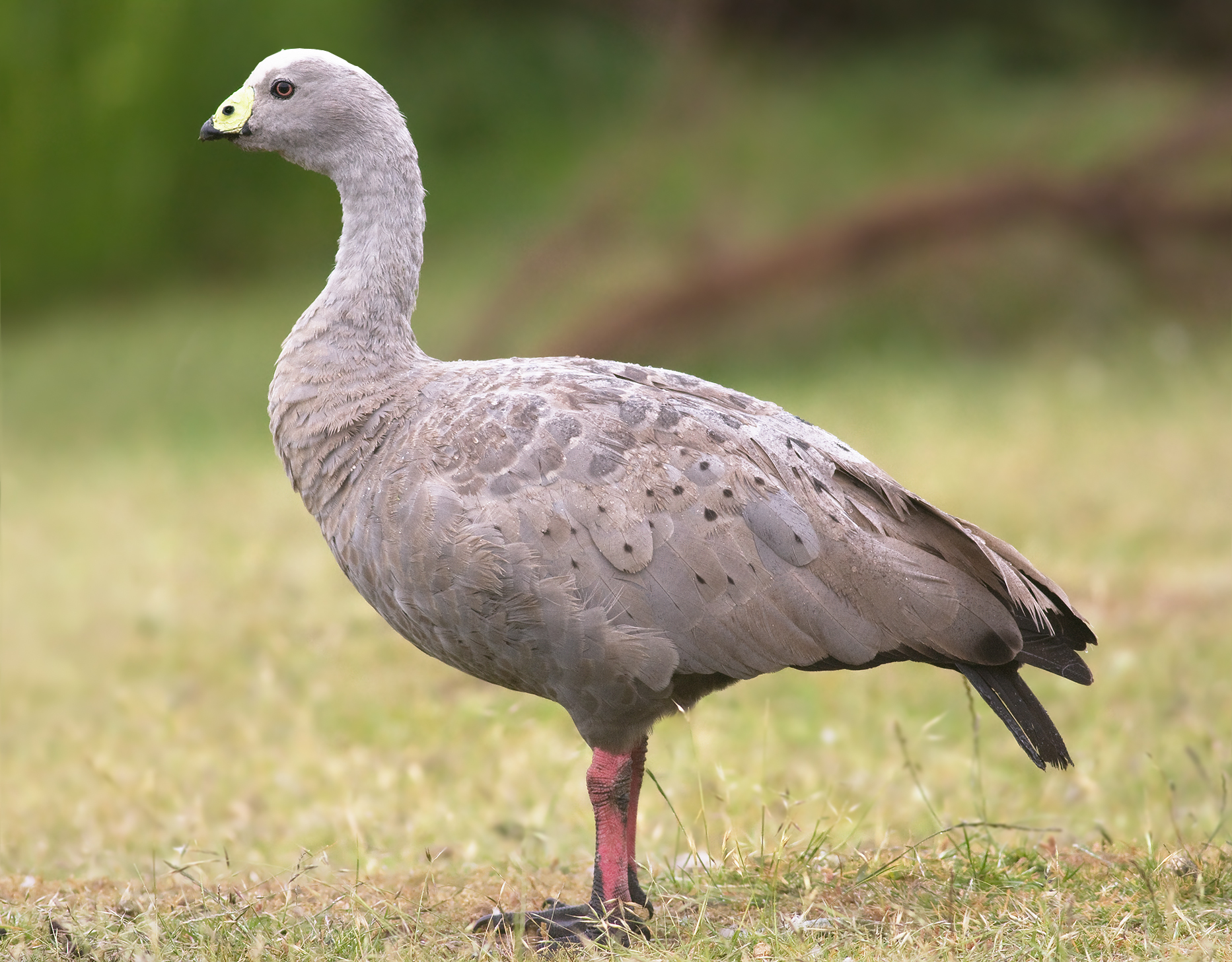
Ganso-do-cabo-barren na ilha Maria